# SS-Rasse- und Siedlungshauptamt
La Oficina de Raza y Asentamiento de las SS, (en alemán: Rasse- und Siedlungshauptamt der SS, abreviado RuSHA) era la organización responsable de "salvaguardar la pureza racial de la Schutzstaffel" durante la Alemania Nazi.
Una de sus tareas era supervisar los matrimonios del personal de las SS acorde a la política racial de la Alemania Nazi. Después de que Heinrich Himmler decretara la "Ordenanza matrimonial" el 31 de diciembre de 1931, la RuSHA solo emitiría un permiso para casarse una vez que las investigaciones detalladas de antecedentes sobre la idoneidad racial de ambos futuros padres se hubieran completado y probaran que ambos tenían ascendencia aria hasta 1800.

## Formación
La RuSHa fue fundada en 1931 por el Reichsführer-SS Heinrich Himmler y Walther Darré, quien después alcanzó el rango de SS-Obergruppenführer. En 1935 el departamento se organizó como una de las principales oficinas. Bajo su primera dirección, la de Darré, se propagó la ideología nazi de Blut und Boden (Sangre y Tierra). Darré fue despedido por Himmler en 1938 y fue sucedido por el SS-Gruppenführer Günther Pancke, el SS-Gruppenführer Otto Hofmann en 1940 y el SA-Gruppenführer Richard Hildebrandt en 1943.
La RuSHa fue fundada para hacer cumplir la ordenanza de Himmler de 1931 de que las decisiones matrimoniales de los hombres solteros de las SS deberían ser supervisadas por el estado nazi. De esta manera, los hombres de las SS debían solicitar un permiso de matrimonio tres meses antes de casarse para que los padres de la prometida pudieran ser investigados para garantizar su pureza racial. Con el tiempo, las leyes matrimoniales se volvieron menos estrictas, pero el poder de RuSHA aumentó progresivamente, y otras organizaciones quedaron bajo su paraguas, como la Ahnenerbe.

## Organización
En 1935 la RuSHa constaba de 7 departamentos (Ämter or Amtsgruppen):
- Amt Organisation und Verwaltungsamt (Organización y Administración).
- Amt Rassenamt (Raza).
- Amt Schulungsamt (Educación).
- Amt Sippen und Heiratsamt (Familia y Matrimonio).
- Amt Siedlungsamt (Asentamiento).
- Amt für Archiv und Zeitungswesen (Registros y Prensa).
- Amt für Bevölkerungspolitik (Política de poblamiento).

En 1940 fue reorganizada en 4 principales departamentos:
- Verwaltungsamt (Oficina de Administración).
- Rassenamt (Oficina Racial). Seleccionaba al futuro personal de las SS y realizaba selecciones raciales.
- Heiratsamt (Oficina Matrimonial). Controlaba la selección de esposas adecuadas para los hombres de las SS.
- Siedlungsamt (Oficina de Asentamiento). Se ocupaba del asentamiento de hombres de las SS retirados, especialmente en las áreas orientales anexionadas.

Los Departamentos de Raza y Asentamiento se dividieron en Hauptabteilungen (Sucursales Principales). Una de éstas administraba el bienestar y las pensiones en cooperación con el SS-Hauptfürsorge- und Versorgungsamt (Departamento Principal de Bienestar y Pensiones de las SS) en el Ministerio del Interior del Reich.

## Política racial
Para 1937, más de 300 hombres de las SS habían sido expulsados de las SS por violar las leyes raciales (Rassenschande), aunque una orden más tarde declaró que podrían permanecer si ya estaban casados y podían cumplir los criterios raciales. En noviembre de 1940, Himmler readmitió a todo el personal de las SS expulsado bajo las leyes matrimoniales, siempre que cumplieran con los requisitos raciales del Partido Nazi.
Después de la invasión de la Unión Soviética en 1941, la RuSHa trabajó conjuntamente con la Volksdeutsche Mittelstelle o VOMI (Centro de Coordinación para Alemanes Étnicos) en la "germanización" del territorio capturado monitoreando el bienestar de los colonos y el asentamiento de alemanes étnicos en áreas designadas para ser colonizadas por las SS, particularmente en la Ucrania ocupada. Esto implicó la expulsión de la población autóctona y el asentamiento de alemanes en los territorios ocupados.
La RuSHA también actuó como oficina asesora y ejecutiva para todas las cuestiones de selección racial, tales como exámenes raciales que fueron realizados por los líderes de Rasse und Siedlungs (RUS) o sus examinadores denominados Eignungsprüfer. Sus actividades se centraban en:
- Casos en los que hubo relaciones sexuales entre prisioneros de guerra de Europa del Este o trabajadores y alemanes.
- Niños nacidos de trabajadores de Europa del Este.
- Clasificación de personas de ascendencia alemana.
- Selección de diferentes etnias, particularmente polacos, para el trabajo esclavo y la germanización.
- Secuestro de niños aptos para la germanización.
- Movimientos de población.
- Persecución y liquidación de judíos.

La RuSHA también empleó a Josef Mengele por un corto periodo de tiempo, desde noviembre de 1940 hasta principios de 1941, en el Departamento II de la Oficina de Familia, donde fue responsable del "cuidado de la salud genética" y de las "pruebas genéticas de salud". Luego se convertiría en uno de los médicos responsables de la selección de víctimas que serían asesinadas en las cámaras de gas y de la realización de experimentos mortales con prisioneros en el campo de Auschwitz.

## Posguerra

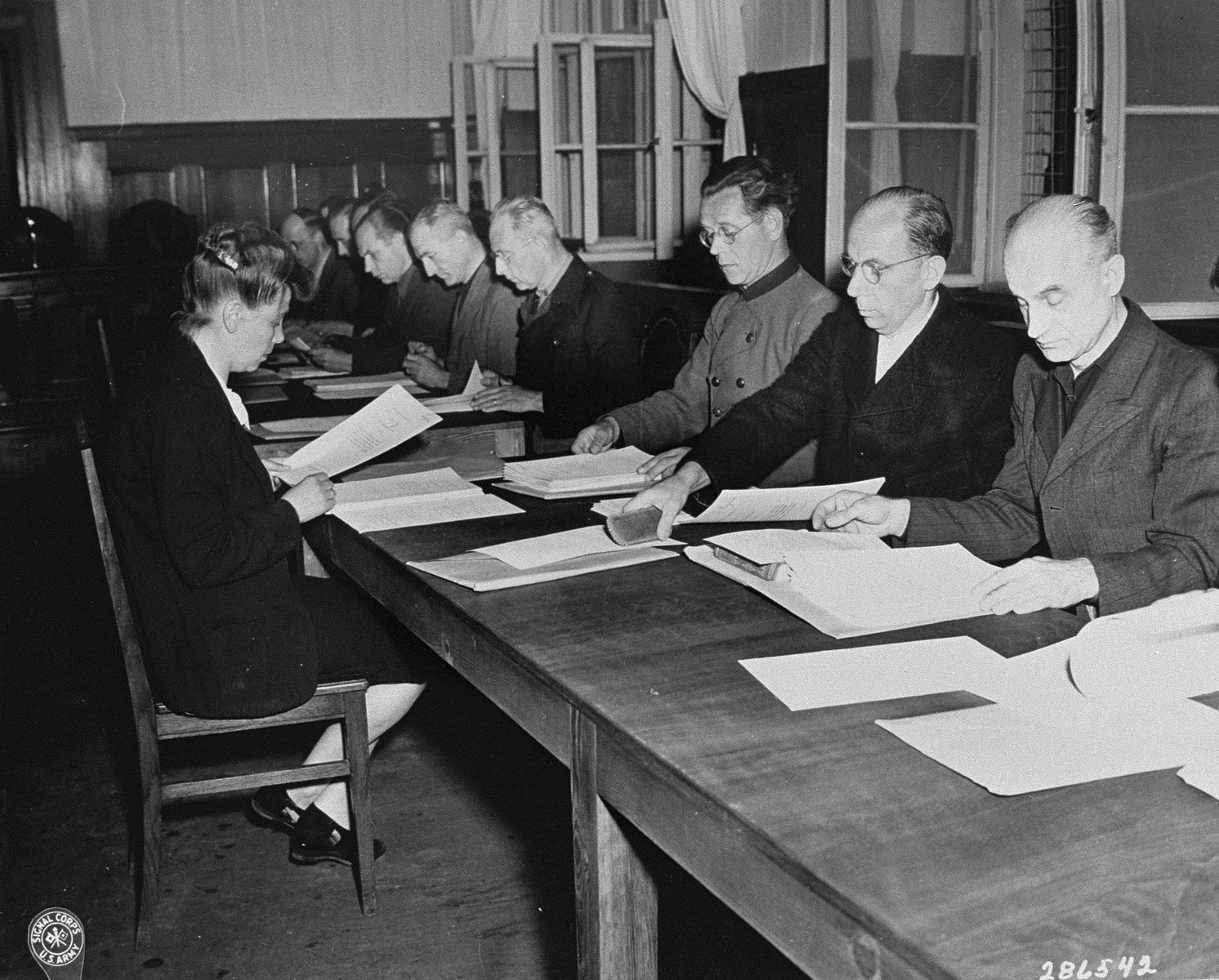
Los acusados leyendo la acusación en su contra el 7 de julio de 1947.

En julio de 1947, 14 funcionarios de la organización fueron acusados y juzgados por las potencias aliadas en Nuremberg. Todos fueron acusados de crímenes de lesa humanidad, crímenes de guerra y pertenencia a una organización criminal (las SS). Todos menos uno (que fue absuelto de los otros dos cargos más graves) fueron declarados culpables y condenados a entre tres y 25 años de prisión.